# 潘裕萍
潘裕萍（1962年6月—），女，汉族，台湾台中人，中华人民共和国政治人物。现任四川省台联会长，台盟成都市支部主委。第十四届全国政协委员。